# Koni Djodjo
Koni Djodjo este un oraș în Comore, în  insula autonomă Anjouan. În 2012 avea o populație de 9647, iar la recensământul din 1991 avea 5044 locuitori.